# Лос-Кокос
Лос-Кокос (исп. Los Cocos) — деревня в 105 км к северо-западу от Кордовы, Аргентина. В 2010 году в ней проживало 1 242 человека, недавно построена средняя школа.
Площадь деревни составляет около 980 гектаров, она расположена на высоте 1 200 метров над уровнем моря, что делает её самой высокогорной местностью в долине Пунилья, поэтому она известна как Балкон де Пунилья (исп. Balcón de Punilla).

## Этимология
Название Лос-Кокос (исп. Los-Cocos) связано с тем, что одним из деревьев (пальм), преобладающих в этой местности, является кокос, это название было дано конкистадорами пальмам, которые являются самыми южными на планете Земля и одними из немногих, которые существуют в климате со снежными зимами. Эти пальмы вида Trithrinax campestris, хотя и называются кокосовыми, не являются кокосами.